# Tonio Damia
Antonio „Tonio“ Damia (* 1950) ist ein italienischer Filmschaffender.

## Leben
Damia arbeitete seit 1970 für das Theater als Regisseur und Autor, Szenarist und Schauspieler. Gelegentlich war er für das Fernsehen und vereinzelt auch für den Film als Darsteller aktiv. Als Filmregisseur drehte er zahlreiche Dokumentationen; viele zu Kunstthemen insbesondere über Personen wie die Architekten Helmut Hentrich, Oriol Bohigas, Gae Aulenti oder den Maler Willem de Kooning. Er debütierte 1990 als Regisseur mit Bravo Michelucci in den italienischen Kinos.

## Filmografie (Auswahl)
Darsteller
- 1976: Don Milani
- 1981: Gnicche[3]
- 1984: I Bardi e i Peruzzi

Regisseur
- 1990: Bravo Michelucci[4]

Dokumentarfilme
- 2001: Brasilia
- 2002: Willem de Kooning
- 2002: Gae Aulenti
- 2002: Helmut Hentrich
- 2002: Oriol Bohigas